# Gia tộc Ōtomo
Gia tộc Ōtomo (Nhật: 大友氏 (Đại Hữu thị)/ おおともし Hepburn: Ōtomo-shi?) là một gia tộc Nhật Bản hùng mạnh từ thời Kamakura đến thời Sengoku, trải qua hơn 400 năm. Lãnh địa của gia tộc này nằm ở đảo Kyūshū
Sau khi Mạc phủ Kamakura thành lập vào năm 1185, các thành viên của gia tộc đã được trao chức Thủ hộ (Shugo) của các tỉnh Bungo và Buzen ở Kyūshū.
Vì Ōtomo là một trong những gia tộc lớn của Kyūshū, cùng với Shōni và Shimazu, họ có vai trò trung tâm trong việc tổ chức các nỗ lực chống lại cuộc xâm lược của người Mông Cổ ở Nhật Bản vào năm 1274 và 1281.
Họ cũng đóng một vai trò quan trọng trong việc thành lập Mạc phủ Ashikaga, vào những năm 1330. Các võ sĩ Ōtomo đã chiến đấu bên cạnh những võ sĩ của Ashikaga Takauji và giúp họ chiến thắng một số trận chiến quan trọng, bao gồm cả trận chiến Sanoyama; điều này đã giúp đảm bảo cho họ những vị trí chính phủ hùng mạnh trong Mạc phủ mới.
Một gia tộc hùng mạnh trong suốt thời kỳ Sengoku (1467 cường1573), đặc biệt đáng chú ý Ōtomo là một trong những gia tộc đầu tiên liên lạc với người châu Âu và thiết lập mối quan hệ thương mại với họ. Vào khoảng năm 1542, ba tàu Bồ Đào Nha đã bị một cơn bão đánh dạt đến đảo Tanegashima, ngay ngoài khơi bờ biển Kyūshū. Trong vòng mười năm, giao thương với người Bồ Đào Nha khá thường xuyên và phổ biến ở Kyūshū. Nhà truyền giáo Dòng Tên, Francis Xavier đến Nhật Bản vào năm 1549, và ngay sau đó đã gặp Ōtomo Sōrin, shugo của các tỉnh Bungo và Buzen, người sau này được Xavier mô tả là một "vị vua" và chuyển sang Công giáo La Mã vào năm 1578. Ōtomo đã háo hức an toàn cho gia tộc của mình thương mại hơn nữa và liên hệ với người Bồ Đào Nha, nhìn thấy công nghệ và quan trọng hơn có lẽ là lợi ích kinh tế có thể có được. Năm 1552, các sứ giả của gia tộc Ōtomo đã tới Goa cùng Xavier, để gặp Thống đốc Bồ Đào Nha ở Ấn Độ. Xavier và những người truyền giáo Dòng Tên khác sẽ trở lại Kyūshū, đi du lịch và thịnh vượng; Ōtomo luôn được xử lý tốt đối với họ và kết quả là họ đã thấy một số thành công ở Bungo, chuyển đổi nhiều người Nhật sang Kitô giáo.
Đến cuối thế kỷ 16, Ōtomo đã chiến đấu với cả hai gia tộc Shimazu và Mōri, trong đó người sau này là những thủy thủ lão luyện. Mặc dù họ không đóng vai trò chính trong các chiến dịch của Tokugawa Ieyasu, kết thúc thời kỳ Sengoku, họ vẫn giữ được lãnh địa của mình vào thời Edo.

## Trưởng tộc
1. Ōtomo Yoshinao (大友能直, 1172 –1223)
2. Ōtomo Chikahide (大友親秀, 1195–1248)
3. Ōtomo Yoriyasu (大友頼泰, 1222–1300)
4. Ōtomo Chikatoki (大友親時, 1236–1295)
5. Ōtomo Sadachika (大友貞親, 1246–Từ1311)
6. Ōtomo Sadamune (大友貞宗,?–1334)
7. Ōtomo Ujiyasu (大友氏泰, 1321–1362)
8. Ōtomo Ujitoki (大友氏時,?–1368)
9. Ōtomo Ujitsugu (大友氏継,?–1401)
10. Ōtomo Chikayo (大友親世,?–1418)
11. Ōtomo Chikaaki (大友親著,?–1426), còn được gọi là "Chikatsugu".
12. Ōtomo Mochinao (大友持直,?–1445)
13. Ōtomo Chikatsuna (大友親綱,?–1459)
14. Ōtomo Chikataka (大友親隆,?–1470)
15. Ōtomo Chikashige (大友親繁, 1411–1493)
16. Ōtomo Masachika (大友政親, 1444–1496)
17. Ōtomo Yoshisuke (大友義右, 1459–1496)
18. Ōtomo Chikaharu (大友親治, 1461–1524)
19. Ōtomo Yoshinaga (大友義長, 1478–1518)
20. Ōtomo Yoshiaki (大友義鑑, 1502–1550)
21. Ōtomo Sōrin (大友宗麟, 1530–1587), ban đầu là Ōtomo Yoshishige (大友義鎮)
22. Ōtomo Yoshimune (大友義統（吉統）, 1558–1610)
23. Ōtomo Yoshinori (大友義乗, 1577–1612)
24. Ōtomo Yoshichika (大友義親, 1597–1619)

## Thành viên đáng chú ý
- Ōtomo no Kuronushi - nhà thơ cổ điển
- Ōtomo-Nata Jezebel (d. 1587) - Nữ tư tế tối cao của Hoa Kỳ Jingū, vợ của Ōtomo Sōrin và mẹ của Ōtomo Yoshimune.
- Myorin - Lâu đài Lady of Tsurusaki.
- Ōtomo Sōrin (1530-1587), thủ hộ của Tỉnh Bungo và Tỉnh Buzen

## Văn hóa thịnh hành
Otomo là một quốc gia có thể chơi trong các trò chơi chiến lược lớn Europa Universalis IV, Sengoku cũng như trong Shogun 2.

## Người giới thiệu
1. ↑  Sansom, George (1961). A History of Japan, 1334–1615. Stanford University Press. tr. 40–41, 48. ISBN 0804705259.
2. ↑  "Total War: SHOGUN 2 – Otomo Clan Pack DLC on Steam". Truy cập ngày 31 tháng 5 năm 2025.
3. ↑  "Bản sao đã lưu trữ". Bản gốc lưu trữ ngày 12 tháng 10 năm 2017. Truy cập ngày 12 tháng 4 năm 2020.

- Turnbull, Stephen (1998). Cuốn sách Samurai. Luân Đôn: Cassell & Co.